# Hofstadter törvénye
Hofstadter törvénye egy önmagára hivatkozó, idővel kapcsolatos szállóige, amelyet alkotója, Douglas Hofstadter után neveztek el. 

„Hofstadter törvénye: Minden hosszabb időt vesz igénybe, mint várnád, 
még akkor is, ha figyelembe veszed Hofstadter törvényét. ”

– Douglas Hofstadter: Gödel, Escher, Bach: Egybefont gondolatok birodalma.

Hofstadter törvénye Douglas Hofstadter 1979-es könyvében jelent meg először, melynek címe "Gödel, Escher, Bach: Egybefont gondolatok birodalma". A törvény annak megállapítása, hogy nagyon nehéz pontosan megbecsülni a komplex feladatok elvégzéséhez szükséges időt. Ezt gyakran idézik a programozók, különösen  a hatékonyság növelésének technikáiról szóló vitákban, pl. a "The Mythical Man-Month" című könyvben, vagy az extrém programozással kapcsolatban. A törvény rekurzív természete visszatükrözi azt a széles körű tapasztalatot, hogy hiába tudjuk az adott feladatról mennyire komplex, a feladatok idejének kiszámítása a legnagyobb erőfeszítések ellenére is nehéz.  
A törvényt először a sakkszámítógépekkel kapcsolatban mutatták ki, ahol a csúcsjátékosok folyamatosan legyőzték a számítógépeket, habár a gépek erősebbek voltak a rekurzív elemzés terén. A megérzés lehetővé tette a játékosoknak, hogy döntő részletekre összpontosítsanak ahelyett, hogy végigkövetnék az összes lehetséges lépést egészen a végkimenetelig. Hofstadter írta: "A számítógépes sakkozás kezdetén úgy becsülték, hogy tíz évre lehet szükség, amíg egy számítógép (vagy program) világbajnok lesz. De miután eltelt tíz év, látszott, hogy az a nap, amikor egy számítógépből világbajnok válhat, továbbra is több mint tíz évre van". Ezután feltételezi, hogy ez "csak újabb bizonyíték a rekurzív Hofstadter-törvényre".

## Fordítás
Ez a szócikk részben vagy egészben  a   Hofstadter's law című angol Wikipédia-szócikk fordításán alapul.  Az eredeti cikk szerkesztőit annak laptörténete sorolja fel. Ez a jelzés csupán a megfogalmazás eredetét és a szerzői jogokat jelzi, nem szolgál a cikkben szereplő információk forrásmegjelöléseként.

## További olvasnivaló
- Douglas R. Hofstadter: Gödel, Escher, Bach: Egybefont gondolatok birodalma. (2005) ISBN 9789632796932
- https://blog.kolboid.eu/tervezesi-tevedes-optimizmus-torzitas-hofstadter-torvenye/